# János Veres (polityk)
János Veres (ur. 5 lutego 1957 w Nyírbátorze) – węgierski polityk i ekonomista, długoletni poseł krajowy, w latach 2005–2009 minister finansów.

## Życiorys
W 1981 ukończył studia na akademii rolniczej w Debreczynie. W 1986 uzyskał doktorat z ekonomii na Uniwersytecie Ekonomicznym im. Karola Marksa w Budapeszcie. Pracował na kierowniczych stanowiskach w przedsiębiorstwach rolnych. Od 1979 działał w Węgierskiej Socjalistycznej Partii Robotniczej, pod koniec lat 80. był pierwszym sekretarzem partii komunistycznej w Nyírbátorze. W 1990 zajął się prowadzeniem własnej działalności gospodarczej.
Po przemianach politycznych wstąpił do postkomunistycznej Węgierskiej Partii Socjalistycznej. Od 1990 do 1994 był radnym miejskim. W 1994 po raz pierwszy uzyskał mandat posła do Zgromadzenia Narodowego, ponownie był wybierany w 1998, 2002, 2006 i 2010. W latach 1999–2002 przewodniczył klubowi deputowanych MSZP.
W 2002 objął urząd burmistrza Nyírbátoru. Zrezygnował rok później z tego stanowiska, kiedy to został sekretarzem stanu w Ministerstwie Finansów. W 2004 objął tożsamy urząd w kancelarii premiera. W kwietniu 2005 premier Ferenc Gyurcsány powierzył mu funkcję ministra finansów, którą wykonywał do kwietnia 2009.